# Mittlere Wespe

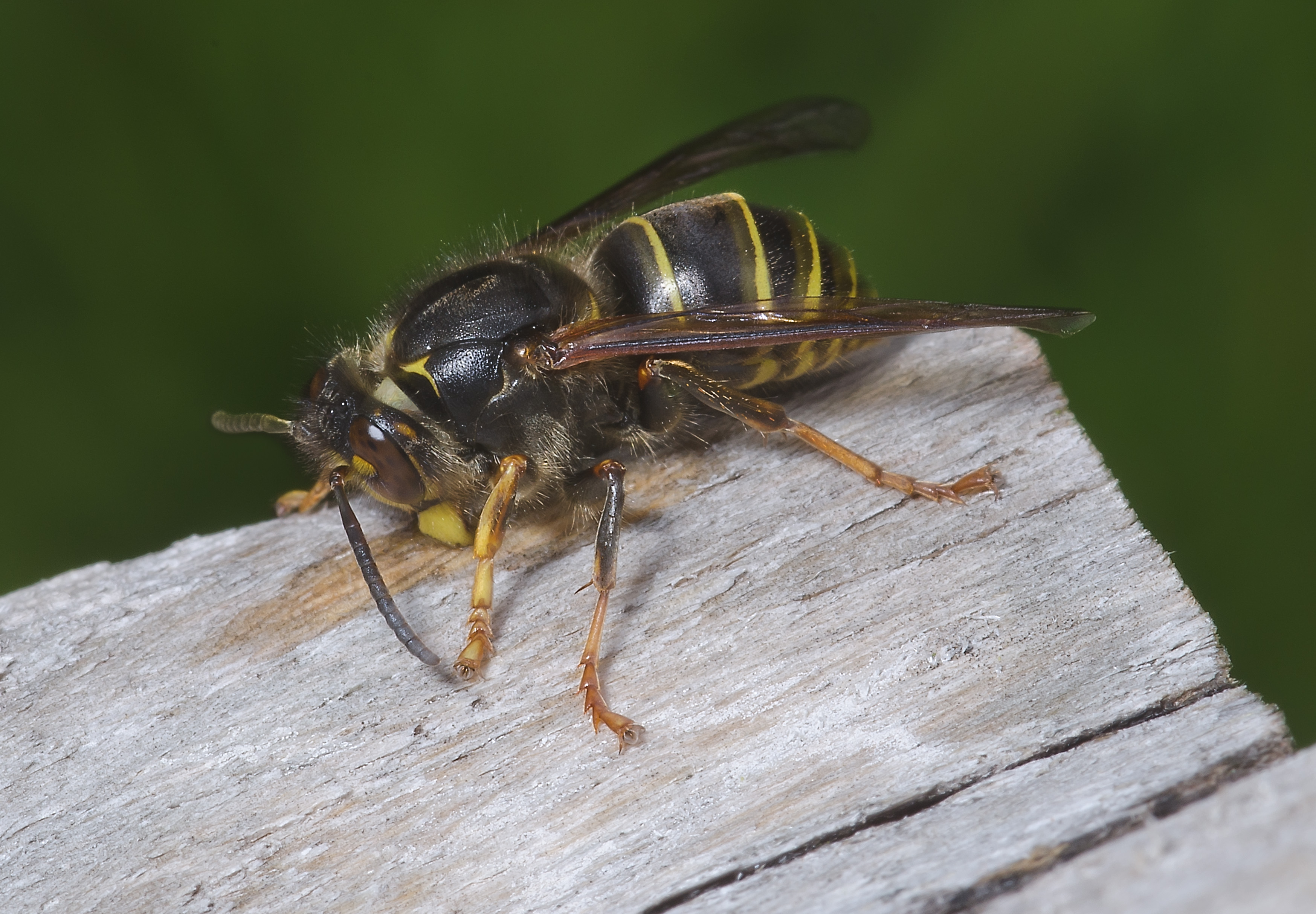
Arbeiterin bei der Beschaffung von Baumaterial

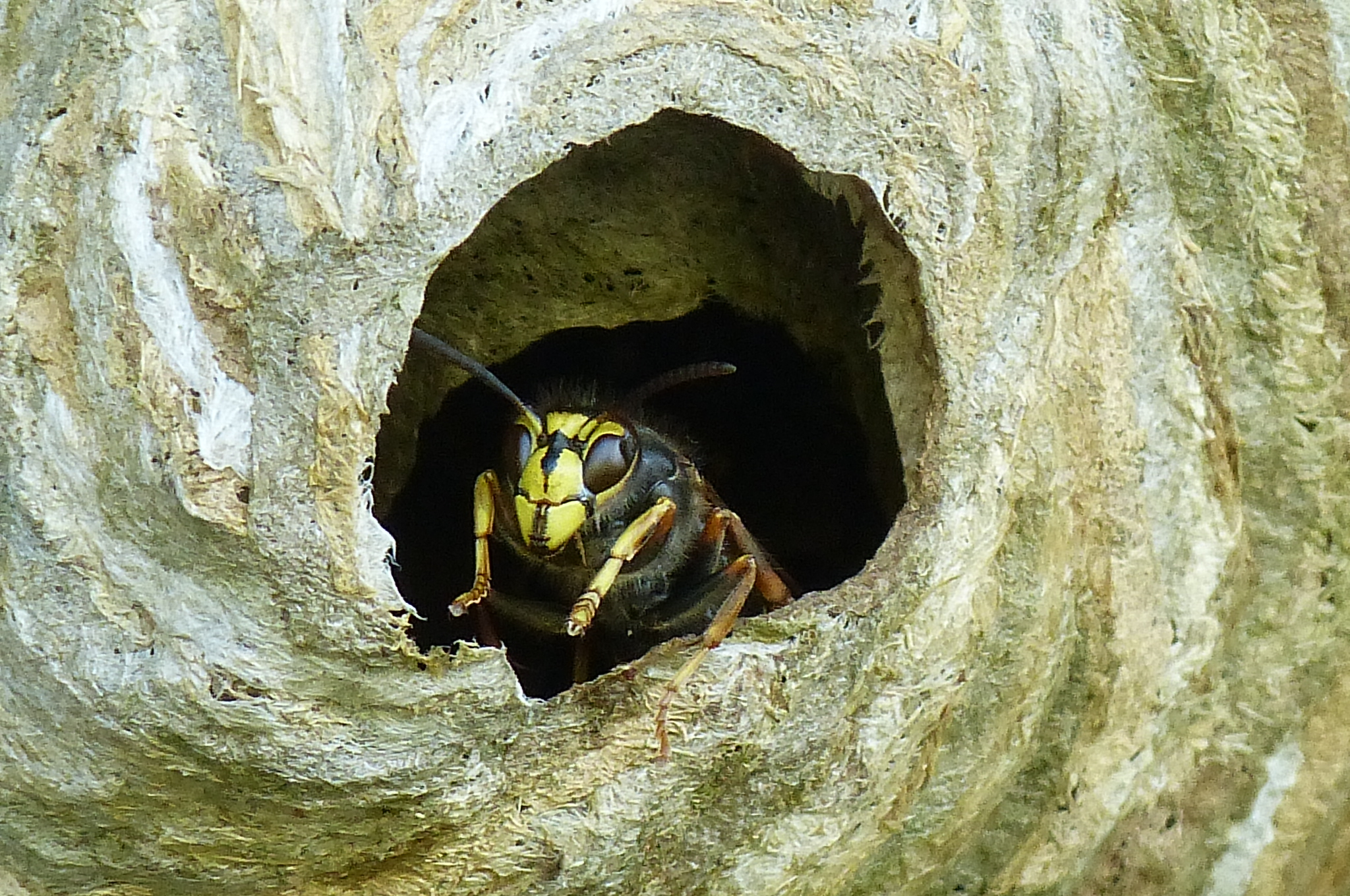
Gesichtszeichnung der Mittleren Wespe – am Nesteingang

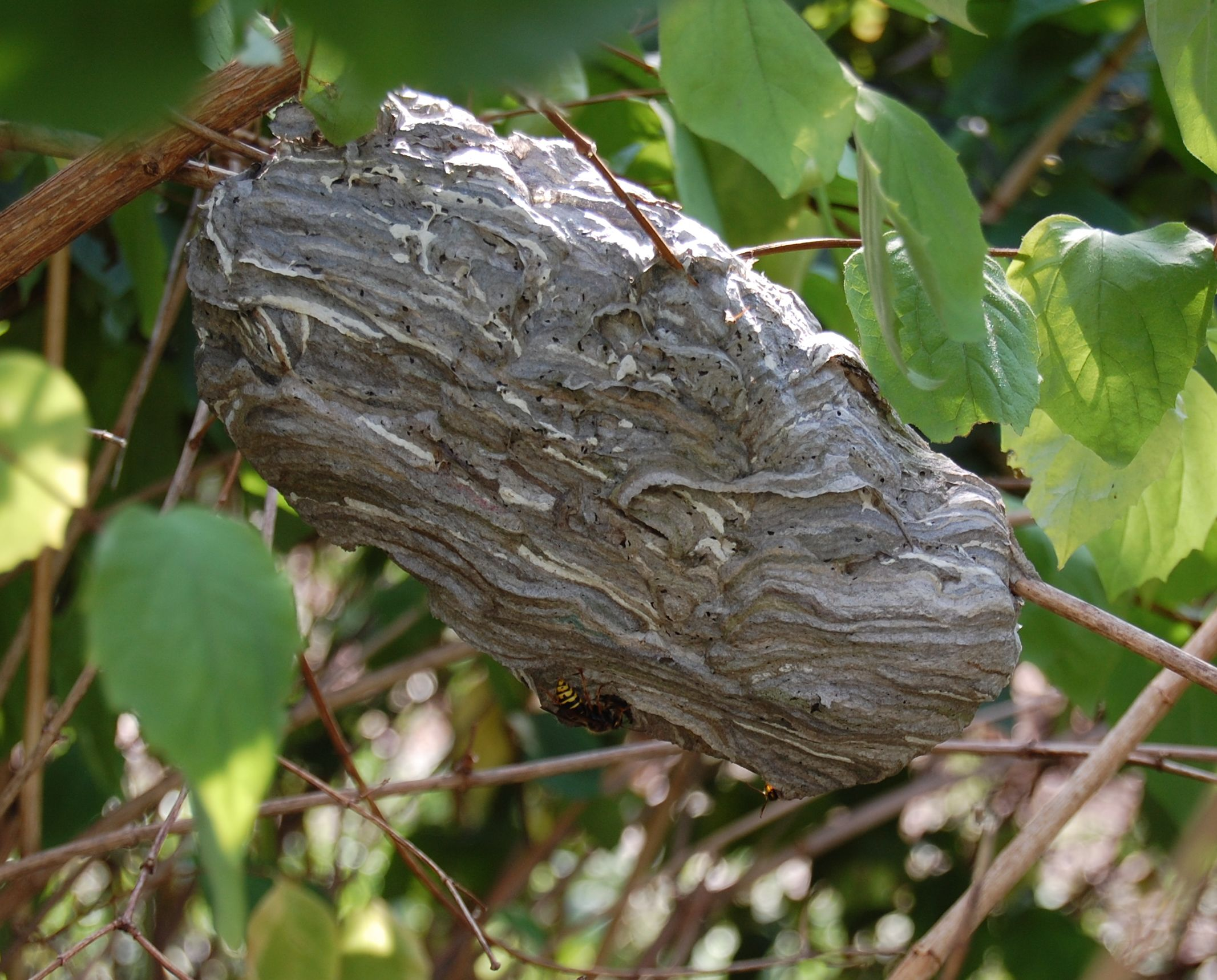
Freihängendes Nest der Mittleren Wespe

Die Mittlere Wespe oder Kleine Hornisse (Dolichovespula media) ist eine Faltenwespe aus der Gattung der Langkopfwespen (Dolichovespula).
Die Art ist verhältnismäßig friedfertig, nur im Nestbereich kann sie aggressiv auftreten.

## Merkmale
Königinnen dieser Art erreichen eine Körperlänge von 18 bis 22 Millimeter, Arbeiterinnen und Drohnen werden 15 bis 19 Millimeter lang. Ihr Körper ist sehr variabel von kräftig rotgelb bis nahezu schwarz gefärbt. Auch innerhalb des gleichen Nestes können unterschiedliche Farbvarianten auftreten. Arbeiterinnen und Drohnen sind meistens schwarz gefärbt und weisen eine schmale, gelbe Zeichnung auf. Die Augenbucht der Tiere ist überwiegend gelb gefärbt. Die Art, insbesondere die Königin mit ihrer roten Zeichnung am Thorax, kann mit der Hornisse (Vespa crabro) verwechselt werden, hat jedoch einen deutlich schlankeren Körperbau.

## Vorkommen
Die Art ist in Europa nördlich bis an den Polarkreis verbreitet. In Südeuropa beschränkt sich ihr Vorkommen auf Gebirgsregionen. Sie besiedelt lichte Wälder und Gebüsche, bevorzugt auch im menschlichen Siedlungsgebiet. Die Tiere fliegen von Ende April bis Mitte September, wobei Arbeiterinnen ab Ende Mai, Königinnen und Drohnen der neuen Generation ab Ende Juli beobachtet werden können. Die Art ist in Mitteleuropa verbreitet, aber nicht häufig.

## Lebensweise
Die hellgrau marmorierten Papiernester haben geschlossene Lufttaschen und bestehen zum Großteil aus Pappelholz. Sie erreichen eine Maximalgröße von 31 mal 27 Zentimeter und bestehen aus maximal sechs, meistens drei bis fünf Waben, deren Ränder hochgebogen sind. Diese umfassen bis zu 1800 Zellen, wobei dann maximal 900 bis 1700 Individuen in einem Nest leben, von denen 150 bis 500 Arbeiterinnen sind. Die Nester werden offen in Gebüsch oder Hecken und auch an Dachvorsprüngen in ein bis vier Metern Höhe angelegt. Bei jungen Nestern kann der Eingang schlauchförmig nach unten verlängert sein, diese Eingangsröhre wird jedoch nach einiger Zeit entfernt. Nicht selten befindet sich der Eingang alter Nester im unteren Drittel an der Seite. Das Volk entwickelt sich relativ rasch, stirbt aber schon recht früh, meist im August ab.

## Belege